# کینن آیوری وینز
کینن آیوری وِیِنز (انگلیسی: Keenen Ivory Wayans) (زاده ۸ ژوئن ۱۹۵۸) هنرپیشه، کمدین و فیلمساز و یکی از اعضای خانواده هنرمند وینز است. فیلم فیلم ترسناک (۲۰۰۰) که او کارگردانی کرده است، پرفروش‌ترین فیلمی بود که توسط یک کارگردان آفریقایی آمریکایی ساخته شد تا اینکه فیلم چهار شگفت‌انگیز به کارگردانی تیم استوری از آن پیشی گرفت.

## فیلم‌شناسی
- تحت تعقیب (فیلم ۱۹۹۷)